# Rakovec (Čaška)
Rakovec (mazedonisch Раковец) ist ein Dorf im zentralen Teil Nordmazedoniens, das zur Gemeinde Čaška gehört. Die nächstgelegene Stadt ist Veles.

## Geschichte

Rakovec in der Gemeinde Čaška

Rakovec befindet sich im Tal des Flusses Topolka. Westlich des Dorfes erhebt sich der Berg Jakupica.
Die im 17. Jahrhundert erbaute orthodoxe Kirche im Dorf ist dem Hl. Nikolaus von Myra gewidmet. Die Ikonen der zweireihigen Ikonostase stammen aus dem Jahr 1884 und sind das Werk des bedeutenden Ikonenmalers Dimitar Andonov–Papradiški (1859–1954), wie seine Signatur auf der Thronikone des Heiligen Nikolaus beweist: „отъ руки Димо зуграфъ отъ Папрадища 1884 декември 22“ (zu dt. aus den Händen vom Maler Dimo aus Papradište, 22. Dezember 1884).
Seine Bewohner bekannten sich zu Beginn des 19. Jahrhunderts in einem Plebiszit zum bulgarischen Exarchat und waren Teil des bulgarischen Millets. In der französischsprachigen Statistik Ethnographie des Vilayets d'Andrinople, de Monastir et de Salonique zählte im Jahr 1873 Rakovec 10 Familien mit 79 Bulgaren auf.
Laut der Statistik des Ethnographen Wassil Kantschow aus dem Jahr 1900 zählte Rakovec (damals zwei getrennte Dörfer, Gorno Rakovec und Dolno Rakovec) 175 Einwohner und 75 Einwohner, welche sich allesamt als Bulgaren deklarierten.
Nach den Statistiken des Sekretärs des Exarchats Dimitar Mischew (La Macedoine et sa Population Chrétienne) im Jahr 1905 lebten in Gorno Rakovec 184, und in Dolno Rakovec 64 bulgarische Exarchisten.
1927 führte der deutsche Forscher Leonhard Schultze Gorno und Dolno Rakovec auf seiner Karte Mazedoniens auf und ordnete sie als bulgarisch-christliche Dörfer ein. Laut der letzten Volkszählung von 2002 lebten in Rakovec 29 Einwohner, allesamt Mazedonier.